# Cricotopus rincon
Cricotopus rincon är en tvåvingeart som beskrevs av James E. Sublette och Sasa 1994. Cricotopus rincon ingår i släktet Cricotopus och familjen fjädermyggor.
Artens utbredningsområde är Guatemala. Inga underarter finns listade i Catalogue of Life.